# مونيكا ريموند
مونيكا ريموند (بالإنجليزية: Monica Raymund)‏ هي ممثلة أمريكية، ولدت في 26 يوليو 1986 في الولايات المتحدة.

## أعمال

### أفلام
- (2012) المراجحة[4]

### مسلسلات
- اكذب علي
- حريق شيكاجو
- ذا غود وايف

## وصلات خارجية
- مونيكا ريموند على موقع IMDb (الإنجليزية)
- مونيكا ريموند على موقع ألو سيني (الفرنسية)
- مونيكا ريموند على موقع أول موفي (الإنجليزية)
- مونيكا ريموند على موقع قاعدة بيانات برودواي على الإنترنت (الإنجليزية)
- مونيكا ريموند على موقع ديسكوغز (الإنجليزية)
- مونيكا ريموند على موقع قاعدة بيانات الفيلم (الإنجليزية)